# صغير حمود أحمد عزيز
صغير حمود أحمد عزيز (من مواليد 1967) هو قائد عسكري وسياسي يمني يشغل منصب رئيس هيئة الأركان العامة اليمنية للجيش اليمني وقائد العمليات المشتركة، وهو عضو في مجلس النواب اليمني منذ 1997 حتى اليوم عن الدائرة الانتخابية رقم (280) بمحافظة عمران في اليمن. عضو مؤتمر الحوار الوطني اليمني، 2013-2014، فريق الأمن والجيش، عن مكون حزب المؤتمر الشعبي العام.

## المؤهلات الدراسية
- بكالوريوس إدارة أعمال من جامعة صنعاء[1]
- ماجستير علوم عسكرية من كلية القيادة والأركان في السودان[1]
- زمالة كلية الدفاع الوطني من أكاديمية نميري العسكرية العليا في السودان[1]
- ماجستير سياسات استراتيجية من جامعة كرري
- دكتوراه في الدراسات الإستراتيجية من جامعة كرري[4]

## فترة المجلس

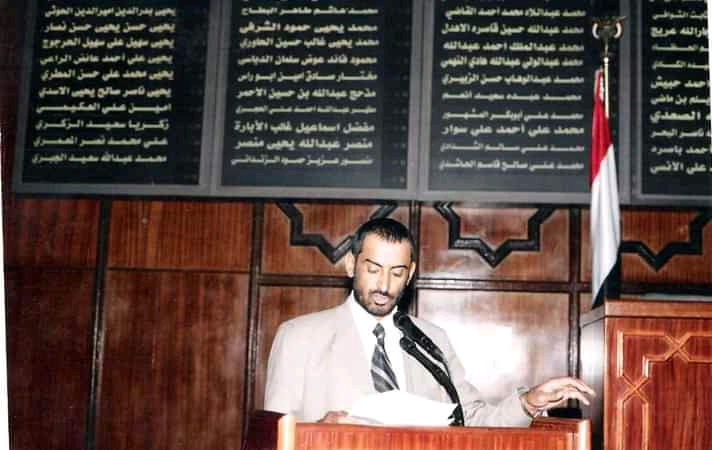
صغير حمود أحمد عزيز أثناء إلقاء كلمته في مجلس النواب.

شغل منصب نائب في مجلس النواب اليمني، عن الدورة البرلمانية 1997 والدورة البرلمانية 2003-2009. باتفاق عرف باسم «إتفاق فبراير» تمددت فترة المجلس لمدة عامين، وبقيام ثورة الشباب اليمنية لم تُجرَ الانتخابات، وبحسب اتفاق المبادرة الخليجية تمددت لمدة عامين آخرين حتى 2013، ولا يزال المجلس نفسه قائما حتى اليوم بدون انتخابات بسبب الحرب الدائرة في اليمن منذ 2015.

## خدمته العسكرية

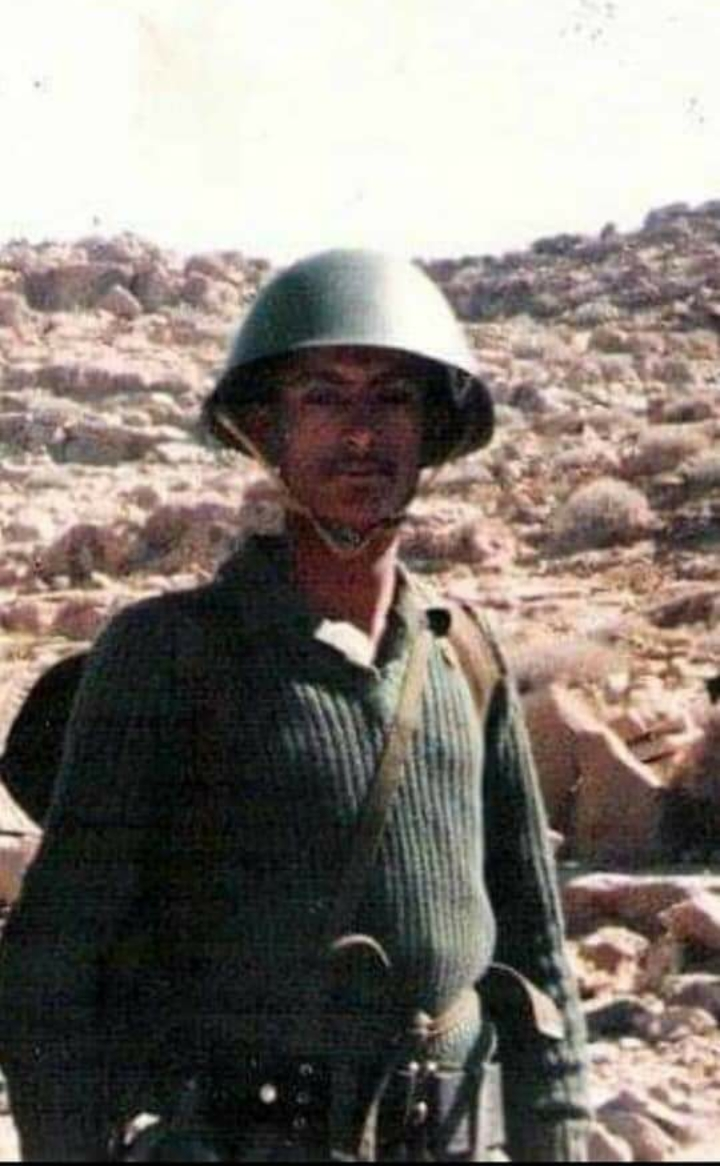
صغير بن عزيز بداية التحاقه بالقوات المسلحة في عقد الثمانينيات

التحق بالخدمة العسكرية في الحرس الجمهوري عام 1983م. ثم رقى إلى رتبة ملازم ثاني عام 1990م.
وحصل على رتبة عميد في الجيش اليمني عام 2007م.
وفي عام 2019 عُين رئيسا لهيئة العمليات المشتركة من قبل الرئيس عبد ربه منصور هادي. وبعد عام صدر قرار جمهوري بتعيينه رئيسا لهيئة الأركان العامة في 28 فبراير 2020.
وبحسب وكالة الأنباء اليمنية (سبأ) فقد صدر قرار رئيس الجمهورية رقم (10) لسنة 2020م، قضت المادة الأولى منهُ بتعيين اللواء الركن «صغير حمود عزيز» قائد العمليات المشتركة رئيساً لهيئة الأركان العامة ويرقى إلى رتبة فريق.